# Crithagra reichenowi
El serín de Reichenow (Crithagra reichenowi) es una especie de ave paseriforme de la familia Fringillidae propia de África oriental. Su nombre conmemora al ornitólogo alemán Anton Reichenow.

## Taxonomía
El serín de Reichenow se consideraba una subespecie del serín gorjinegro (Crithagra atrogularis), pero actualmente se consideran especies separadas. Ambos, como otras muchas especies, se clasificaban en el género Serinus, hasta que los estudios genéticos determinaron que era polifilético, por lo que se escindió trasladando la mayoría de las especies al género Crithagra.

## Distribución
El serín de Reichenow se encuentra en las sabanas y zonas de matorral del este de África, hasta los 2000 metros de altitud. Distribuido por Etiopía, Somalia, Yibuti, Kenia, Sudán del Sur, Tanzania, y el este de Uganda.